# Самуель Піццетті
Самуель Піццетті (італ. Samuel Pizzetti; нар. 16 жовтня 1986) — італійський плавець.
Учасник Олімпійських Ігор 2008, 2012 років.
Призер Чемпіонату Європи з водних видів спорту 2008, 2010, 2012 років.
Призер Чемпіонату Європи з плавання на короткій воді 2008 року.